# Xã Center, Quận Richland, Bắc Dakota
Xã Center (tiếng Anh: Center Township) là một xã thuộc quận Richland, tiểu bang Bắc Dakota, Hoa Kỳ. Năm 2010, dân số của xã này là 465 người.